# Vimy (Alberta)
Pour les articles homonymes, voir Vimy (homonymie).
Vimy est un hameau (hamlet) du Comté de Westlock, situé dans la province canadienne d'Alberta.

## Démographie
En tant que localité désignée dans le recensement de 2011, Vimy a une population de 205 habitants dans 91 de ses 103 logements, soit une variation de 9,6 % par rapport à la population de 2006. Avec une superficie de 0,514 8 km2, le hameau possède une densité de population de 398,212 9 hab/km2 en 2011.
Concernant le recensement de 2006, Vimy abritait 187 habitants dans 75 de ses 78 logements. Avec une superficie de 0,514 8 km2, le hameau possédait une densité de population de 363,2 hab/km2 en 2006.